# Bahnhof Theisbergstegen

Der Bahnhof Theisbergstegen ist ein Haltepunkt in der rheinland-pfälzischen Ortsgemeinde Theisbergstegen. Er verfügt über ein Bahnsteiggleis. Der Bahnhof liegt in der Tarifzone 770 des Verkehrsverbundes Rhein-Neckar (VRN).
Er wurde am 22. September 1868 als Durchgangsbahnhof der Bahnstrecke Landstuhl–Kusel eröffnet. Ab 1. Mai 1904 war er zusätzlich Teil der aus strategischen Gründen erbauten Glantalbahn Homburg–Bad Münster. Letztere wurde ab den 1960er Jahren schrittweise stillgelegt. Im Güterverkehr hatte er durch einen benachbarten Steinbruch bis zu dessen Schließung im Jahr 2004 stets große Bedeutung.

## Lage
Der Bahnhof befindet sich am nördlichen Ortsrand von Theisbergstegen. Er verfügt über Parkplätze, einen barrierefreien Zugang sowie einen Anschluss an den Busverkehr.
Die Bahnstrecke Landstuhl-Kusel war ursprünglich durchgehend kilometriert. Der Bahnhof lag demnach beim Streckenkilometer 20,5. Mit Eröffnung der strategischen Bahn wurde westlich von Scheidt an der Bahnstrecke Mannheim–Saarbrücken beginnend eine neue Kilometrierung bis nach Bad Münster eingeführt. Von Landstuhl aus endet die Kilometrierung seither in Glan-Münchweiler. Die Glantalbahn wurde später von Homburg aus neu kilometriert. Diese Werte finden bis heute Anwendung.

## Geschichte

### Planung, Bau und Eröffnung der Bahnstrecke Landstuhl–Kusel (1860–1870)
Laut einer 1861 in Kusel erschienenen Denkschrift sollte die Bahn in Landstuhl von der Pfälzischen Ludwigsbahn abzweigen und entlang Mohrbach, Glan und Kuselbach über Theisbergstegen bis nach Kusel führen. Darin wurde unter anderem argumentiert, dass ein Bahnbau den eher schlechten wirtschaftlichen und sozialen Verhältnissen der damals zum Königreich Bayern gehörenden Region entgegenwirke. Ebenfalls fand die mögliche Bahnanbindung der Steinbrüche der Region in diesem Zusammenhang Erwähnung.

„Sobald eine Bahn nur bis Theisbergstegen gebaut würde, würde dieses Geschäft sofort sich versechsfachen und alle aufzutreibende Arbeitskraft in Nahrung setzen…“

Der Bau der 28,7 Kilometer langen Strecke verlief weitgehend unkompliziert. Im Abschnitt zwischen Glan-Münchweiler und Kusel verzögerten sich die Arbeiten, da nicht genügend Arbeitskräfte angeworben werden konnten. Der erste Güterzug fuhr am 28. August 1868. Die offizielle Eröffnung der Strecke einschließlich des Bahnhofs Theisbergstegen und neun weiterer Stationen fand am 22. September 1868 statt. Die Verbindung wurde von der Bevölkerung sehr positiv aufgenommen, da sie die Infrastruktur in der ländlich geprägten Region nordwestlich von Kaiserslautern verbesserte.

### Pläne einer strategischen Bahn (1868–1904)
Obwohl eine Bahnstrecke entlang des Glan als Verbindung zwischen dem Saargebiet und dem Mittelrheintal aus geographischer Perspektive naheliegend gewesen wäre, verhinderte der unregelmäßige Grenzverlauf zwischen Bayern und Preußen im Glantal lange Zeit deren Realisierung.
Nach der Annexion Elsaß-Lothringens infolge des Deutsch-Französischen Kriegs 1870/71 sprachen zudem militärische Gründe für eine Bahnstrecke entlang des Glans; vor allem von Preußen wurde dies entschieden verfochten.
Gegen Ende des 19. Jahrhunderts gab Bayern seinen Widerstand gegen einen strategischen Bahnbau auf, da sich die deutsch-französischen Beziehungen zwischenzeitlich deutlich verschlechtert hatten. Die Planungen sahen eine Magistrale von Mainz über Bad Münster nach Homburg/Saar unter Mitbenutzung der Kuseler Strecke zwischen Altenglan und Glan-Münchweiler vor. Bereits 1897 wurden im Vorfeld der Bauarbeiten die Kreuzungsgleise im Bahnhof auf insgesamt 500 Meter verlängert, um entsprechende Kreuzungen mit Militärzügen zu ermöglichen. 1899 erhielt Theisbergstegen – wie alle Bahnhöfe entlang der Strecke – Abschlusssignale. 1901 verfügte der Bahnhof über ein 162 Meter langes Nebengleis im westlichen Bereich und ein 247 Meter langes im östlichen Teil. Im selben Jahr stattete man den Bahnhof außerdem mit einer Waage und einem 217 Meter langen Abstellgleis aus.

### Weitere Entwicklung
Die Glantalbahn wurde am 1. Mai 1904 durchgehend eröffnet. 1922 erfolgte die Eingliederung des Bahnhofs in die neu gegründete Reichsbahndirektion Ludwigshafen. Im Zuge deren Auflösung zum 1. Mai 1936 wechselte er in den Zuständigkeitsbereich der Reichsbahndirektion Saarbrücken. Die Deutsche Bundesbahn gliederte den Bahnhof nach dem Zweiten Weltkrieg in die Bundesbahndirektion Mainz ein, der sie alle Bahnstrecken innerhalb des neu geschaffenen Bundeslandes Rheinland-Pfalz zuteilte. 1971 gelangte die Strecke im Zuge der Auflösung der Mainzer Direktion erneut in den Zuständigkeitsbereich ihres Saarbrücker Pendants.
Zwischen dem 28. März und dem 19. April 1989 wurde der bislang zweigleisige Streckenabschnitt zwischen Glan-Münchweiler und Altenglan auf ein Gleis zurückgebaut, nachdem der Fahrplan bereits ein Jahr zuvor auf einen eingleisigen Betrieb umgestellt worden war. Seither gibt es in Theisbergsteigen keine Kreuzungsmöglichkeit mehr. Damit wurde der Bahnhof zu einem Haltepunkt mit Anschlussstelle.
Seit dem Jahr 2000 lag der Haltepunkt wie die gesamte Westpfalz im Gebiet des Westpfalz-Verkehrsverbundes (WVV), ehe dieser sechs Jahre später im Verkehrsverbund Rhein-Neckar (VRN) aufging, in dessen Gebiet der Haltepunkt nun liegt.
Die Gleise des Steinbruch-Anschlusses einschließlich Anschlussweiche wurden vor 2020 abgebaut.

## Bauwerk

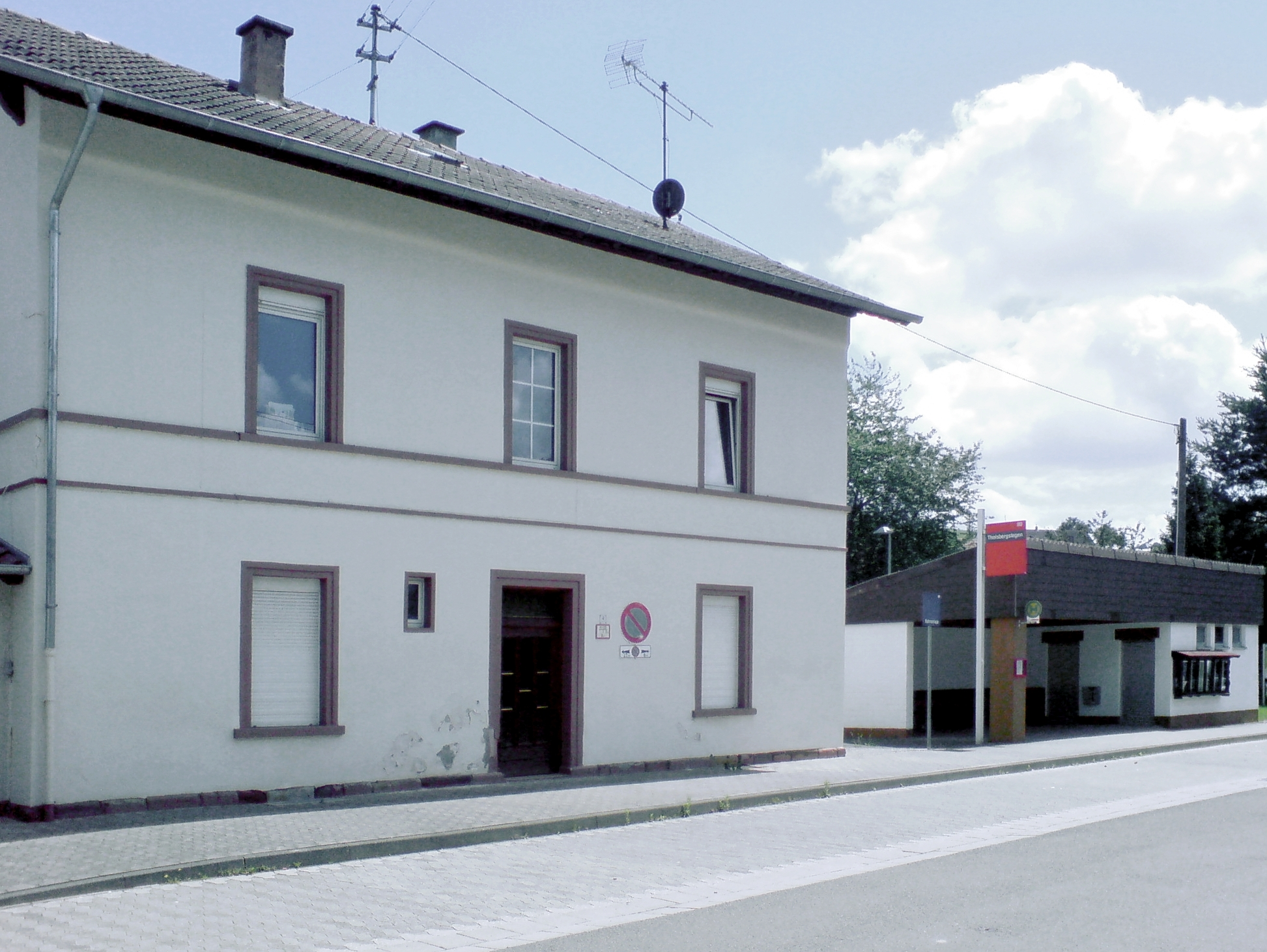
Straßenseite des Empfangsgebäudes

Der Bahnhof wurde mit einem kleineren Empfangsgebäude ausgestattet, das später einen Umbau erfuhr. Es ist zur Gleisseite hin traufständig angeordnet, es schließen eine Waschküche, ein Aborthaus, ein als Güterraum dienender Wagen und ein Verladeplatz an. Nördlich des Abstellgleises befand sich das schmalspurige Industriegleis zur Firma Weyrich & Wetzel.
Der bestehende Bahnsteig hat eine Länge von 110 Metern bei einer Bahnsteighöhe von 55 Zentimetern.

## Verkehr

### Personenverkehr
Anfangs verkehrten über Theisbergstegen zwei gemischte Züge und zwei reine Personenzüge. Im ersten Betriebsjahr der Glantalbahn verkehrten zusätzlich drei Zugpaare zwischen Homburg und Bad Münster sowie ein weiteres Zugpaar zwischen Homburg und Altenglan. Im Jahr 1905 wurden am Bahnhof Theisbergstegen insgesamt 11325 Fahrkarten verkauft.
Bereits wenige Jahre später fuhren Züge zwischen Homburg und Kusel, die hauptsächlich den in der Saarregion beschäftigten Bergarbeitern aus der Region um Kusel dienten. Nach dem Zweiten Weltkrieg wurde im Zuge der Abtrennung des heutigen Saarlandes deren Zugang für die einfache Bevölkerung untersagt.
1909 existierte zwischen Altenglan und Glan-Münchweiler eine Fahrplanlücke von insgesamt vier Stunden. Das veranlasste das Bezirksamt Kusel, einen Antrag zu stellen, diese zu schließen. Daraufhin wurde zwischen Altenglan und Theisbergstegen ein Personenwagen dritter und vierter Klasse an einen Güterzug angehängt. 1934 verkaufte der Bahnhof 14262 Fahrkarten; insgesamt fuhren 17755 Fahrgäste ab.

#### Aktuelle Verbindungen
| Linie                    | Strecke                                                                             | Taktfrequenz |
| ------------------------ | ----------------------------------------------------------------------------------- | ------------ |
| RB 67                    | Kaiserslautern – Landstuhl – Glan-Münchweiler – Theisbergstegen – Altenglan – Kusel | Stundentakt  |
| Stand: 10. Dezember 2023 |                                                                                     |              |

### Güterverkehr
Im Güterverkehr besaß der Bahnhof aufgrund des benachbarten örtlichen Steinbruchs stets eine große Bedeutung. 1905 empfing beziehungsweise versandte er insgesamt 59395,70 Tonnen Güter. Von 1892 bis 1907 verfügte zudem eine Thomasschlackenmühle zwischen Theisbergstegen und Rutsweiler am Glan über eine Feldbahn, die zum Bahnhof führte. 1934 spielten Transporte mit Wagenladungen für den Bau der Reichsautobahnen die größte Rolle. Als Gütertarifpunkt wurde der Bahnhof Theisbergstegen 2004 als letzter entlang der Glantalbahn geschlossen.